# Empaquetado sustentable

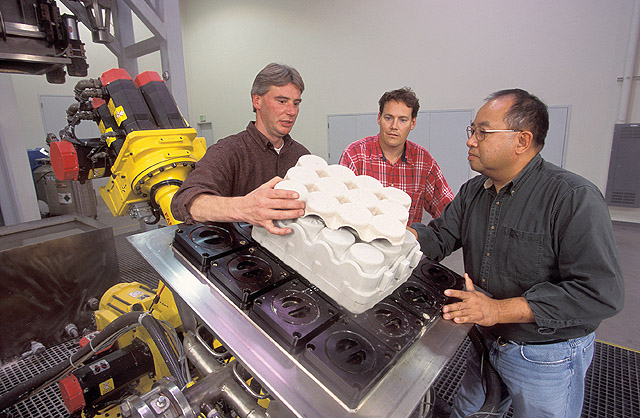
Investigadores moldean envases producidos con paja.

Empaquetado Sustentable es el desarrollo y uso de envases que se traduce en una mejora en la sustentabilidad. Esto implica un incremento en el uso del Inventario del Ciclo de Vida (LCI) y el Análisis de Ciclo de Vida (ACV))  para guiar el uso de empaquetado que reduce el impacto ambiental y la huella ecológica. Esto incluye un vistazo a toda la cadena de suministros: desde las funciones básica, al marketing y después, a través del final de su vida y su renacimiento. Adicionalmente, un eco-costo cuyo valor puede ser útil. Los objetivos son mejorar la viabilidad a largo plazo,, la calidad de vida para los humanos y la longevidad natural de los ecosistemas. El empaquetado sustentable debe cumplir con las necesidades funcionales y económicas del presente sin comprometer la habilidad de futuras generaciones para cumplir con sus propias necesidades. La sustentabilidad no es necesariamente un estado sino que es un continuo proceso de mejora.
El empaquetado sustentable es relativamente una nueva adición a las consideraciones ambientales para el empaquetado. Se requiere más análisis y documentación para ver el diseño del paquete, la elección del material, el procesamiento y el ciclo de vida. Esto no es más que el vago movimiento verde que muchos negocios y empresas han estado tratando de incluir en los últimos años. Las compañías que implementan estas acciones eco-amigables, están reduciendo su huella de carbono, usando más materiales reciclables, reutilizando más componentes de empaquetado, etc. A menudo las compañías animan a sus proveedores, envasadores y distribuidores a que hagan lo mismo. Ser verde es a menudo una buena inversión que puede disminuir gastos.
Por ejemplo, investigadores del Servicio de Investigación Agrícola están viendo la posibilidad de placas hechas con productos lácteos como alternativa a los empaques que se fabrican con petróleo.

En vez de estar hechas con polímeros sintéticos, estas placas hechas de productos lácteos van a estar compuestas por proteínas como la caseína y suero de leche, que se encuentran en la leche. Las placas serán biodegradables y la protección contra el oxígeno será mejor que con las placas sintéticas hechas de químicos. Se tienen que hacer más investigaciones para mejorar la protección contra el agua de las placas hechas de lácteos, pero buscan realizar mayores avances en el empaquetado sustentable.

El Marketing verde dice que los empaques necesitan estar hechos (y leídos) con precaución. Títulos ambiguos como envase verde y amigable con el medio ambiente pueden ser confusos sin una definición específica. Algunos reguladores, como el US Federal Trade Commission, está proporcionando orientación a los empaquetadores.
Algunas compañías han estado re-usando y reciclando cuando es económicamente viable. Utilizar la mínima cantidad de empaquetado ha sido también una meta en común para reducir costos. En años recientes, se han acelerado estos esfuerzos basados en movimientos sociales, presión de los consumidores y regulación. Todas las fases de empaquetado, distribución y logística están incluidas.
El empaquetado sustentable no está solo enfocado en el reciclaje. Solo como empaquetado no es el único objetivo ecológico, a pesar de que es una gran preocupación para muchos. Bien o mal, el empaquetado es frecuentemente inspeccionado y utilizado como la medida de la sustentabilidad de una compañía, a pesar de que contribuye únicamente a un pequeño porcentaje del impacto ecológico comparado con otras cosas, como el transporte y el uso de agua y energía.
El gobierno, organizaciones estándar, consumidores, minoristas, y los empaquetadores están considerando diversos tipos de criterio.
Cada organización fija sus metas y objetivos de manera diferente.En general, las metas amplias del empaquetado sustentable son:
1. Funcional[17] – protección del producto, seguridad, cumplimiento de las normas, etc.
2. Costo efectivo – si es demasiado costoso, no será utilizado
3. Permitir la salud humana y ecológica a largo plazo.

## Factores del diseño sustentable
Factores específicos para el diseño sustentable del empaquetado pueden incluir:
- Uso de los mínimos materiales posibles –  empaque más pequeño, menos capas de empaquetado, reducir la masa (proporción entre producto y empaquetado), menor volumen, etc.[18]
- Eficiencia Logística (a través del ciclo completo) – utilización de cubos, peso neto, permitir el transporte eficiente, etc.,[19]
- Energía eficiencia, contenido total y uso de energía, uso de energía renovable, etc.
- Reciclado  – disponible y funcional.
- Reciclabilidad – valor de recuperación, uso de materiales los cuales son frecuentemente reciclados, disminución de materiales que dificultan la capacidad de reciclar sus componentes mayores, etc.
- Empaquetado re-utilizado –  re-uso del empaquetado, re-uso para otros propósitos, etc.
- Uso de recursos renovables en empaquetado
- Uso de materiales biodegradables – cuando es apropiado y no provoca contaminación
- Evitar el uso de materiales tóxicos para humanos o el medio ambiente.
- Efectos en la atmósfera/clima – capa de ozono, gases de efecto invernadero (dióxido de carbono y metano), compuestos orgánicos volátiles, etc.
- Agua uso, re-uso, tratamiento, desperdicio, etc.
- Impacto al trabajador: salud ocupacional, seguridad, tecnología limpia, etc.
- etc.

Ese criterio escogido es frecuentemente usado como base de comparación para dos o más diseños de empaquetado similares; no como un logro o fallo absoluto. Una comparación multi-variable es frecuentemente presentada como un gráfico radial (diagrama de araña, gráfico de estrella, etc.).

## Beneficios.
Hay varios beneficios con el empaquetado sustentable, por ejemplo: son biodegradables, hechos de materia reutilizada, incluso algunos contienen un porcentaje de celulosa de maíz lo cual favorece su rápida degradación. Las empresas cada vez utilizan más los productos biodegradables, lo cual lleva a reducir riesgos ambientales y además son más baratos de producir.
Además de la envoltura final, la tendencia "verde" se ha extendido a la materia prima y equipo. Se ha demostrado en encuestas que quienes lo hacen tienen ahorros en materiales, consumo de energía y emisión de contaminantes.

## Costos
Algunas empresas afirman que su programa de embalaje del medio ambiente es rentable. Algunos materiales alternativos que son reciclados  o menos perjudiciales para el medio ambiente puede conducir a las empresas a que aumente su costo. Aunque esto es común cuando cualquier producto comienza a llevar el verdadero costo de su producción.
Algunas características del empaquetado sustentable son el ahorro de materiales, uso de materia prima ecológica, producción con menor gasto de energía, reducción de gases de efecto invernadero, aplicación de nuevas tecnologías y reutilización de materiales. Puede ser un proceso costoso y prolongado, antes de las nuevas formas de envasado se consideran seguros para el público y la aprobación puede tomar hasta dos años.

## Críticas
Se apoyan los esfuerzos hacia la fabricación de envases más ecológicos en la comunidad del empaquetado sustentable, sin embargo, a menudo son vistos como el medio para lograr economizar en la empresa e ignoran el fin que estos tienen.